# Cassandre Evans
Cassandre Evans est une athlète belge née le 27 décembre 2001 à Huy. Elle pratique diverses disciplines : le décathlon, le pentathlon, l'heptathlon, le saut en longueur et le lancer du javelot. 

## Biographie
Cassandre Evans réalise des études de kinésithérapie à l'HEPL Barbou à Liège. 
Evans commence l'athlétisme en 2011, à l'âge de 9 ans. Elle commence la compétition en 2012 et jusqu'en 2019 se classe régulièrement sur les 3 premières marches du podium aussi bien en salle qu'en extérieur. Elle concourt principalement en saut en longueur, en lancer du javelot et en heptathlon jusqu'en septembre 2019 où elle se lance pour la première fois dans un décathlon. Cette discipline est en 2019, la seule discipline de l'athlétisme qui est encore exclusivement réservée aux hommes. En 2001, l'IAAF avait pris la décision d'introduire le décathlon féminin mais cela reste assez rare et très peu présent dans les grands championnats.
Son entraîneur Vincent Decros, forme ses athlètes au décathlon parce qu'il estime qu'il n'y a aucune raison qu'elles ne puissent pas prendre part à l'épreuve combinée la plus aboutie. Elle milite à ses côtés pour que les instances internationales reconnaissent la place des femmes dans ses épreuves. Elle estime en effet que chaque sportif/ sportive doit pouvoir trouver un secteur où s'exprimer plus particulièrement, ce qui n'est pas le cas dans l'heptathlon qui est plus axé sur la vitesse et sur la détente.
Ce décathlon féminin était organisé à Schaerbeek et c'était un événement assez rare[style à revoir]. Il comportait les mêmes 10 épreuves que pour les hommes mais elles avaient été adaptées pour les femmes. Lors de cette participation, elle bat le record belge de la discipline dans la catégorie "dames", datant de 2009 et détenu par Jesse Vercruysse (6020 points). Evans termine l'épreuve avec 6577 points, équivalent à la deuxième performance mondiale.  
Détails de ses résultats dans les différentes épreuves : 
| 100m: 12.62 -1.5 (837p) Disque: 35m71 (571p) Perche: 3m00 (563p) Javelot: 40m62 (679p) 400m: 63.58 (563p) | 100m haies: 15.18 -1.4 (818p) Longueur: 5m49 -2.3 (697p) Poids: 11m92 (656p) Hauteur: 1m57 (701p) 1500m: 5.56.58 (492p) |

En 2020, elle devient championne de Belgique au javelot.

## Distinction
- 2019 : prix sportif de la ville de Huy[8].
- Classée 6e parmi les 50 femmes de l'année 2019 des Grenades-RTBF[9].